# Svartnande narrmusseron
Svartnande narrmusseron (Porpoloma metapodium) är en svampart som först beskrevs av Elias Fries, och fick sitt nu gällande namn av Rolf Singer 1973. Svartnande narrmusseron ingår i släktet Porpoloma och familjen Tricholomataceae.  Arten är reproducerande i Sverige. Inga underarter finns listade i Catalogue of Life.